# Nordlig filippindvärguv
Nordlig filippindvärguv (Otus megalotis) är en fågel i familjen ugglor inom ordningen ugglefåglar.

## Utbredning och systematik
Arten förekommer i Filippinerna på öarna Luzon, Catanduanes och Marinduque. Sydlig filippindvärguv (Otus everetti) och västlig filippindvärguv (Otus negrorum) betraktades tidigare som underarter.

## Status
IUCN kategoriserar arten som livskraftig.